# Routing Information Protocol
Routing Information Protocol ili skraćeno RIP se početkom 1980-ih godina počeo isporučivati s BSD-ovom inačicom operacijskog sustava UNIX (program routed). Danas je to vrlo popularan unutarnji protokol za usmjeravanje, a formalno ga definira RFC 1058 (za verziju 1).
RIP omogućuje usmjernicima i radnim stanicama razmjenu informacija o usmjerivačkim smjerovima unutar Internet mreže. Zasniva se na algoritmu "vektor udaljenosti" i to tako da odabire smjer s najmanjim "brojem koraka" (brojem usmjernika koje paket treba proći na putu do odredišta) kao najbolji. Najduži prihvatljivi smjer unutar RIP usmjerivačke tablice može imati najviše 15 koraka (za >15 RIP smatra da se odredište ne može doseći). RIP pamti samo najbolji put do odredišta, tj. ako nova informacija nudi bolji smjer (manji broj koraka), nova informacija zamjenjuje staru.